# MENT BC Vassilakis
Il Morfōtikī Enōsis Neolaias Toumpas BC Vassilakis, noto anche come MENT BC Vassilakis, è una società cestistica avente sede a Salonicco, in Grecia. Fondata nel 1926, gioca nel campionato greco.
Disputa le partite interne nell'Toumba Indoor Hall, che ha una capacità di 1.000 spettatori.